# The Showman (film 1914)
The Showman è un cortometraggio muto del 1914 prodotto, interpretato e diretto da E.H. Calvert. Fu la prima apparizione sullo schermo, in un piccolo ruolo da comparsa, di Rod La Rocque, futura star del cinema muto.

## Produzione
Il film fu prodotto dalla Essanay Film Manufacturing Company. Venne girato a Chicago, città dove si trovava la sede principale della casa di produzione.

## Distribuzione
Distribuito dalla General Film Company, il film uscì nelle sale cinematografiche statunitensi nel 1914.